# Apollo 55
Apollo 55（アポロ・ゴー・ゴー）は、新日本プロレスの田口隆祐とプリンス・デヴィットのタッグチームである。

## 概要
2009年1月4日、IWGPジュニアタッグ王座がモーターシティ・マシンガンズ（以降MCMG）の手に渡り海外に流出。奪還を目指すべく田口隆祐が当時RISEに所属していたプリンス・デヴィットとタッグを結成。同じく奪還を目標に掲げるユニオーネ（ミラノコレクションA.T.、石狩太一組）、邪道、外道組、前タッグ王者のNO LIMIT（高橋裕二郎、内藤哲也組）と四つ巴の抗争を展開させる。2月15日に挑戦権を賭けた4WAYタッグマッチに出場するも、NO LIMITが勝ち取り獲得はならず。
4月5日、MCMGの保持するIWGPジュニアタッグ王座に挑戦するも、デヴィットがアレックス・シェリーからピンフォールを奪われ奪取に失敗。7月5日に再び同タッグチームとのタイトルマッチに臨み、デヴィットがシェリーから3カウントを奪い勝利。第24代IWGPジュニアタッグ王者に輝いた。同年に開催されたG1 TAG LEAGUEに初エントリーし、ジュニアタッグながら準優勝を収める好成績を残す。
2010年5月8日、SUPER J TAGの開催に伴い、IWGPタッグ王座を返上。決勝までコマを進めるも、金本浩二、エル・サムライ組に敗れ準優勝に終わった。6月にはJ SPORTS CROWN〜無差別級6人タッグトーナメント〜に後藤洋央紀との6人タッグチーム「Apollo 555（アポロ・ゴー・ゴー・ゴー）」として出場し優勝を果たした。7月19日、SUPER J TAG優勝と同時に王者となった金本、サムライ組と対戦。田口がサムライからどどんでピンフォール勝ちを収め、ジュニアタッグ王座に返り咲く。
10月11日、DDTプロレスリングの飯伏幸太、ケニー・オメガ組の「ゴールデン☆ラヴァーズ」を相手に防衛戦を行うも、デヴィットが飯伏にフェニックススプラッシュで敗れ他団体流出を許してしまうも、12月に表彰されるプロレス大賞でジュニアタッグでは史上初となるベストバウトを受賞した。
2011年1月23日、ゴールデン☆ラヴァーズとタイトルマッチで対戦し、新合体技ブラックサンデーで勝利。第28代IWGPジュニアタッグ王者に就く。その後は長期政権を築き上げ、7度の防衛に成功したが、10月10日にデイビー・リチャーズ、ロッキー・ロメロ組に敗れ王座陥落。2012年1月4日にリマッチ権を行使し、同王座の奪還に成功するも、2月12日に三度対戦し敗北を喫する。
2013年4月7日両国国技館大会、TIME SPLITTERSが保持するIWGPジュニアタッグ王座に挑戦。田口がKUSHIDAの後方回転足折り固めで敗北。試合後デヴィットが田口に背後からのラリアット、ダイビングフットスタンプを見舞い、直後に海外遠征から帰国したバッドラック・ファレが乱入しバックフリップで田口を追い討ち。デヴィットがファレと結託する事を公言し、4年間続いたタッグが事実上の解散となった。

## 戦績
新日本プロレス
- 第60・62・66代IWGPジュニアヘビー級王座
- 第24・26・28・30代IWGPジュニアタッグ王座
- J SPORTS CROWN〜無差別級6人タッグトーナメント〜 2010・2011 優勝
- BEST OF THE SUPER Jr.2010・2012 優勝

CMLL
- 第25代CMLL世界ウェルター級王座
- 第4代NWA世界ヒストリック・ミドル級王座

RPW
- 第7代RPWブリティッシュ・クルーザー級王座

プロレス大賞
- 2010年年間最高試合賞（ベストバウト）VS飯伏幸太&ケニー・オメガ

K-AWARD
- 2011年年間最高試合賞タッグマッチ部門（ベストバウト）VS旭志織&大石真翔

## 連携技
ブラックホールバケーション
田口がどどんの体勢で担いだ相手にデヴィットがプリンスズ・スロウンを放つ。
ムーンランディング
田口がパワーボム、デヴィットのバッククラッカーをミックスした荒技。しかし、時たましか使わない。
ブラックサンデー
田口がリバースパワーボムの体勢で担いだ相手にデヴィットがハーフハッチのクラッチで捕え、相手の頭部をマットにたたきつける。どどんとブラディサンデーという2人が持つ最高の必殺技の競演である。